# Eckart Breitschuh
Eckart Breitschuh (* 16. August 1964 in Karlsruhe) ist ein deutscher Comiczeichner und Autor. 

## Leben

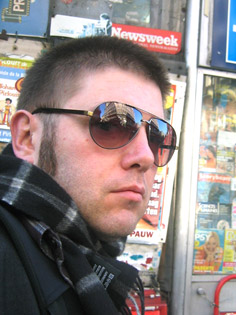
Eckart Breitschuh, 2004

Aufgewachsen im südhessischen Darmstadt, las und zeichnete Eckart Breitschuh mit Begeisterung von Kindheit an Comics. Besonders angetan hatten es ihm zunächst die französischen Importe des Kauka-Konzerns sowie Manfred Schmidts Nick Knatterton, bis er in seiner frühen Jugend einige US-Underground-Comics besonders von Robert Crumb und S. Clay Wilson entdeckte.
Nach dem Abitur und Ableistung des Zivildienstes lebte er von gelegentlichen Illustrationsarbeiten für Werbeagenturen, zeichnete Comics für Stadtmagazine, nahm Drogen, wie Speed, Koks und Haschisch aber niemals Heroin, und war Leadsänger in diversen lokalen Bands (Takka Takka / The Reporters). 1988 lernte er die Literaturwissenschaftlerin Lorraine Flack kennen, 1989 zogen sie gemeinsam nach Hamburg.
1990 bis 1994 studierte Breitschuh Visuelle Kommunikation an der Hochschule für bildende Künste Hamburg. 1991 erschien sein Comic Das Interessante an Dierckhoffs Tod in der SZENE Hamburg. Daraufhin wurde der Carlsen Verlag auf ihn aufmerksam: Von 1992 bis 1995 erschienen fünf Alben zur Fernsehserie Lindenstraße bei Carlsen. Gleichzeitig arbeitete Eckart Breitschuh als Eckphasenzeichner im Animationsstudio, machte Storyboards für den Film und Illustrationen für die Werbung.
1997 lieferte er sein Autorendebüt Irma Corridor – Kannibalen auf der Reeperbahn im Zwerchfell Verlag und machte erste Erfahrungen mit digitalen Medien. 1998 erschienen die ersten Folgen von Wanda Caramba, einem vierbändigen Krimi im US-Heftchenformat, sowie Komplott Gegen Berti, das WM-Projekt des Egmont Ehapa Verlags. In diesem Jahr erschienen auch mehrere Comic-CD-ROMS von Eckart Breitschuh.
1999 erschien das erste Kinderbuch Lotta Schlotter und die beiden letzten Bände der ersten Wanda Caramba Serie. Im Jahr 2000 war Eckart beim Zwerchfell Verlag (GRIMM) sowie beim Carlsen Verlag (Mabuse) als freier Redakteur tätig, es entstand die zweite Wanda Caramba Serie, Bear Cage, für die er den ICOM Independent Preis gewann. 2002 erschien die Wanda Caramba Serie bei Carlsen im Taschenbuchformat.
2003 erarbeitete er mit dem Theologen Andreas Köhn das Konzept einer Apokalypse-Comicversion. Es erschienen weitere GRIMM-Ausgaben sowie diverse Horrorgeschichten für Levin Kurios Weissblech Comics. 2004 lief seine Einseiter-Serie Patty Partygirl bundesweit in 36 Stadtmagazinen. 2005 veröffentlichte Heavy Metal Breitschuhs US-Debüt, die Kurzgeschichte A Mother's Love (mit Autor Josef Rother), die im gleichen Jahr auch auf Deutsch im Weissblech-Heft Horrorschocker #6 unter dem Titel Mutterliebe erschien.
Ebenfalls für Heavy Metal entsteht 2006 das erste Argstein-Album The Law Of The Forest (mit Autor Josef Rother), im Frühjahr 2007 auch auf Deutsch bei Ehapa. Weitere Argstein-Geschichten folgen seit Oktober 2009 in der Anthologiereihe Welten des Schreckens bei Weissblech Comics. Wichtige Einflüsse für Eckart Breitschuh sind André Franquin, Will Eisner, Mike Mignola und Régis Loisel. Eckart Breitschuh lebt heute in Hamburg-St. Pauli mit Lorraine Flack und ihren drei gemeinsamen Kindern. 2012 erschienen seine Zeichnungen zu den Gedichten von Ingeborg Fachmann in der Anthologie Ein Leben mit Autismus – die etwas andere Anthologie im Telescope Verlag.